# Kirche Neuenkirchen (bei Greifswald)

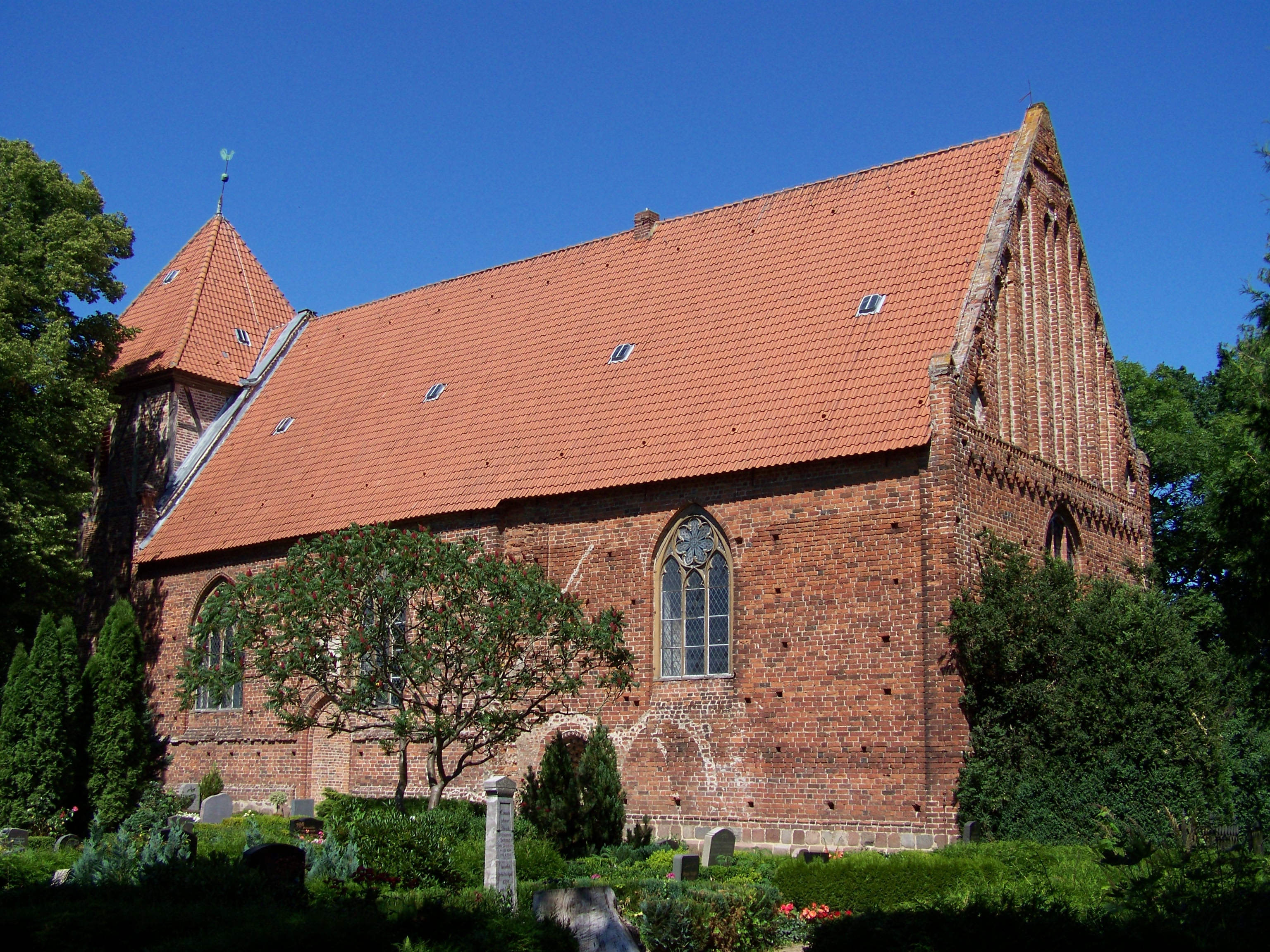
Die Kirche in Neuenkirchen bei Greifswald (2008)

Die Kirche Neuenkirchen ist eine aus dem 13./14. Jahrhundert stammende Saalkirche in der Gemeinde Neuenkirchen bei Greifswald. Sie gehört zur Kirchengemeinde Gristow-Neuenkirchen in der Propstei Demmin im Pommerschen Evangelischen Kirchenkreis der Evangelisch-Lutherischen Kirche in Norddeutschland.

## Lage
Durch den Ort führt der Alwine-Wuthenow-Ring, der sich von Norden kommend in zwei Straßenzüge aufspaltet, um sich im Süden wieder zu vereinen. Er umspannt so ein ellipsenförmiges Grundstück, auf dem die Kirche steht. Die Umfriedung des Kirchhofs wurde aus Feldsteinen errichtet, die Friedhofsportalpfeiler aus roten Ziegelsteinen.

## Geschichte
Das Kirchenpatronat der Pfarrkirche lag im Mittelalter beim Kloster Eldena. Mit Hilfe der Zisterzienser entstand so um 1280/1290 zunächst der Chor, der im dritten Viertel des 14. Jahrhunderts nach Westen hin um das Kirchenschiff erweitert wurde. Im 14. Jahrhundert errichteten Handwerker das Untergeschoss des Westturms. Er wurde erst 1694 um die Obergeschosse aus Fachwerk mit dem Pyramidendach vervollständigt. 1651 rissen Handwerker das Kindelhaus an der Südseite des Chors ab. Das Fenstermaßwerk wurde bei einer Restaurierung durch Gustav E. B. Müller 1863/1864 eingebaut.

## Baubeschreibung

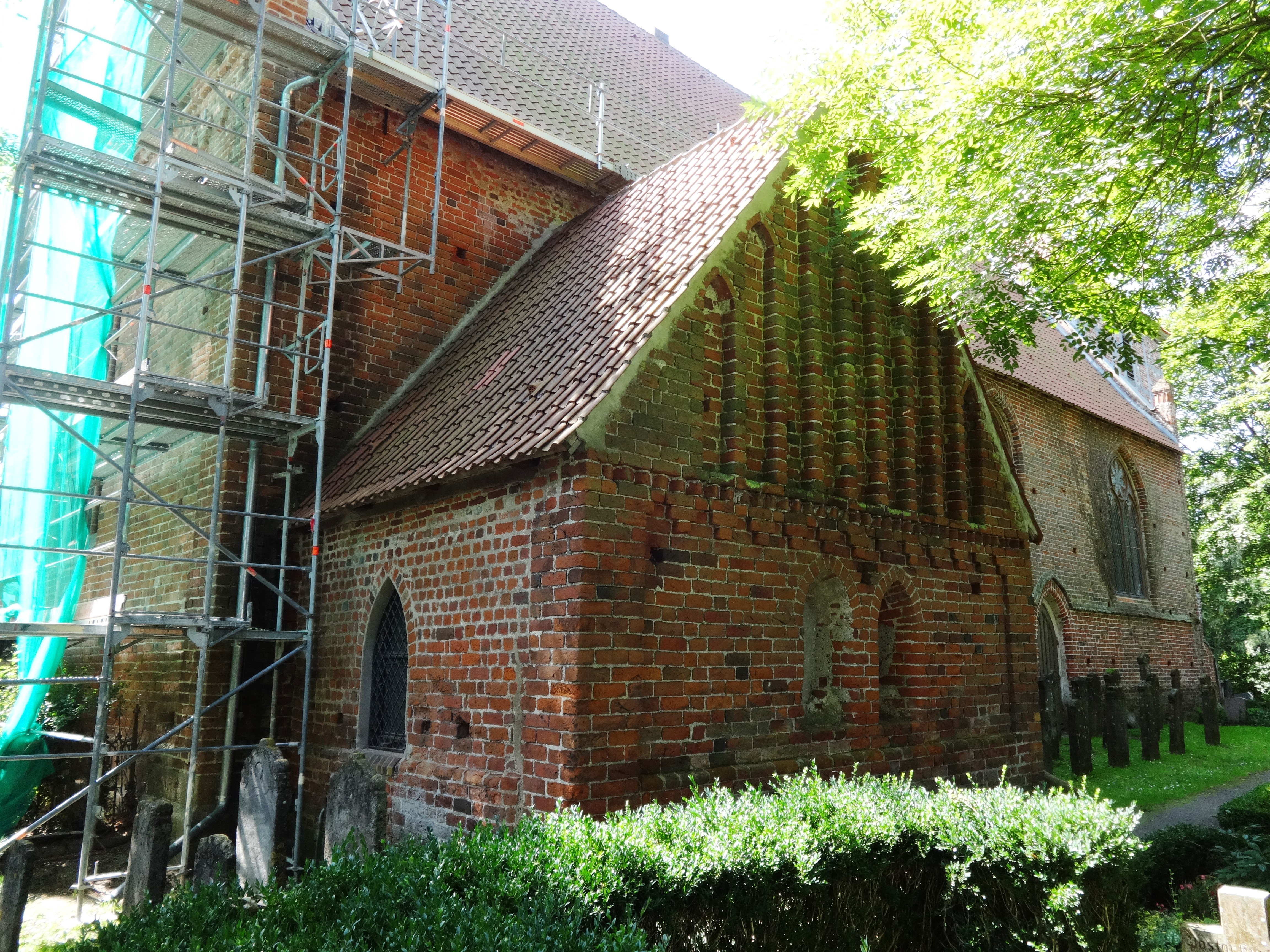
Nordsakristei

Der Chor ist gerade, nicht eingezogen und annähernd quadratisch. Er wurde aus rötlichem Mauerstein über einem Sockel aus sorgfältig geschichteten und behauenen Granitsteinen errichtet. Die Ostwand wird von einem großen Lanzett-Drillingsfenster dominiert; die Ecken sind mit Lisenen profiliert. Der Giebel ist mit einem aus gestaffelten, aufsteigenden und spitzbogenförmigen Blenden, mehreren Rautenblenden sowie einem Blendenkreuz reichhaltig verziert. An der südlichen Seite des Chors ist in einer spitzbogenförmigen Öffnung ein hochgesetztes, dreiteiliges Maßwerkfenster mit einem Vielpass. Westlich unterhalb dieses Fensters ist eine Priesterpforte mit einem vierfach getreppten, abwechselnd rot-schwarz glasiertem Gewände und einem profilierten Kämpfer. Sie ist im 21. Jahrhundert zugesetzt. Über die gesamte Fassade sind die Reste des abgerissenen Kindelhauses erkennbar. Im westlichen Bereich sind über die Ansätze eines Daches über einen abgebrochenen Strebepfeilers hinaus erkennbar. Darunter sind im Mauerwerk die Reste von zwei gekuppelte Bögen zu erkennen. An der Nordseite des Chors ist die Sakristei, die einen ebenfalls annähernd quadratischen Grundriss hat. An der Ostseite ist ein Fenster, an der Nordseite zwei zugesetzte Öffnungen.
Das Kirchenschiff ist zwei Joch lang und wurde ebenfalls aus rötlichem Mauerstein errichtet. An der Nord- und Südseite sind nach Osten hin ein weiteres Lanzettfenster mit einem Vierpass verbaut. Nach Westen hin schließt sich an jeder Seite eine große, spitzbogenförmige Pforte, gefolgt von einem weiteren Fenster an. Dieses besteht aus je zwei gekuppelten Lanzettfenstern mit einem darüberliegenden Kreuz, das von einem gemeinsamen Vierpass umrahmt wird. Am Übergang zur Dachtraufe ist ein umlaufendes, getrepptes Karnies. Sowohl der Chor als auch die Sakristei weisen ein Kreuzgewölbe auf, das Kirchenschiff achtteilige Gewölbe mit Bandrippen.
Das massive Untergeschoss des querrechteckigen Westturms ist mit Ecklisenen verziert. Einzelne, noch vorhandene Verzahnungen an der Nordwestecke lassen den Schluss zu, dass er ursprünglich in Schiffsbreite geplant war. Im Sockel sind mehrere unbehauene Findlinge verbaut; darüber ebenfalls Mauersteine. Der Turm kann durch ein sechsfach getrepptes, großes Portal von Westen her betreten werden. Links und rechts sind zwei massive Strebepfeiler. Die beiden oberen Geschosse wurden aus Fachwerk errichtet. Im oberen Geschoss sind zwei kleine, rechteckige Klangarkaden an jeder Seite. Das Pyramidendach schließt mit Turmkugel und Wetterfahne ab.

## Ausstattung

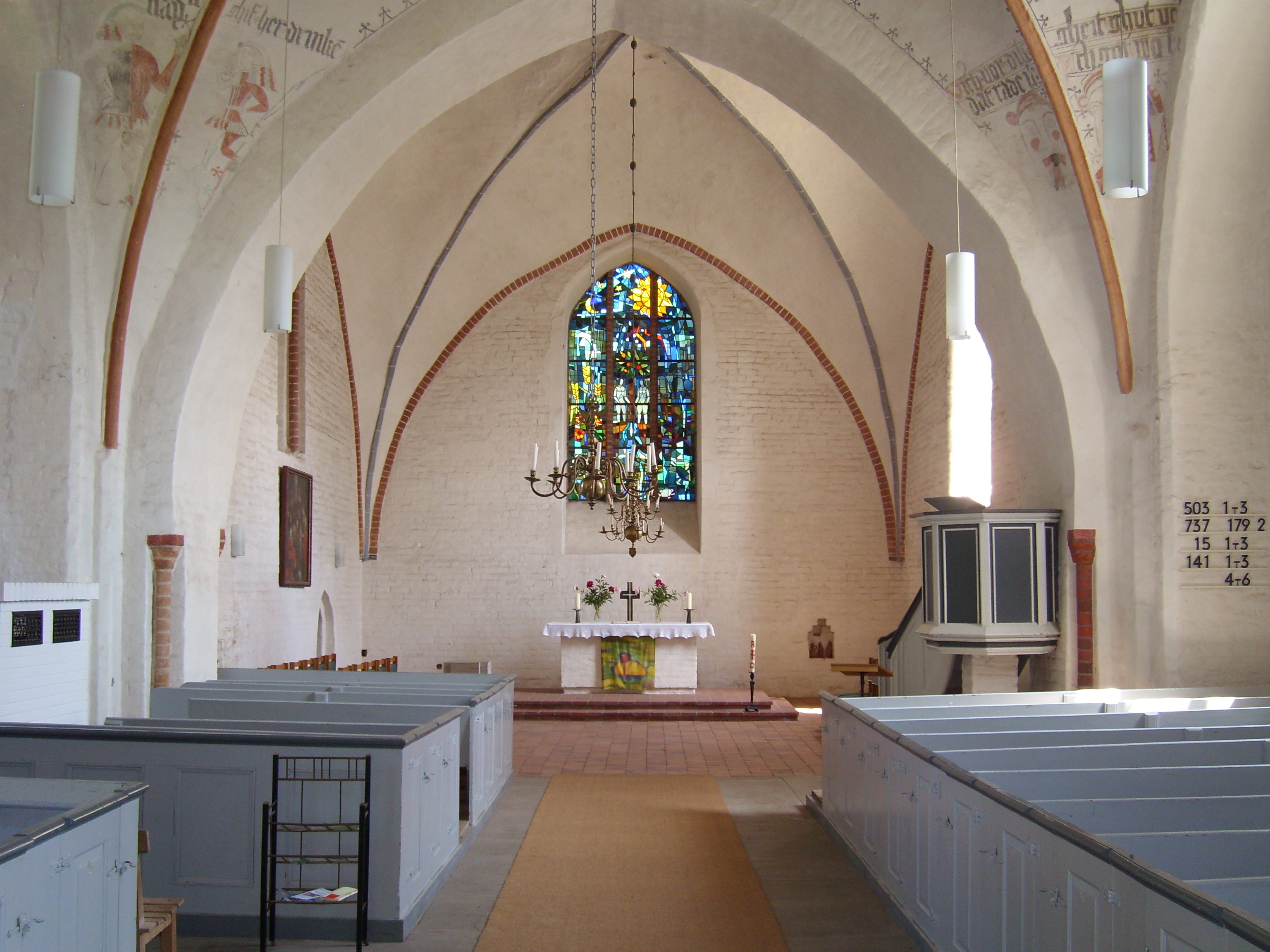
Die Kirche von innen

Altar und Kruzifix stammen von der Umgestaltung des Chores 1968. An der Nordseite des Chores hängt ein Gemälde aus dem 17. Jahrhundert, das die Anbetung der Könige darstellt, eine Rubens-Kopie aus der Sammlung des Generalsuperintendenten Johann Friedrich Mayer. Das Gemälde war 1863/1864 in einen neugotischen Altaraufsatz integriert worden und erhielt bei der Umgestaltung 1968 seinen jetzigen Platz. Das Glasfenster am Ostgiebel mit dem Titel Lobpreis der Schöpfung stammt aus der Werkstatt von Lothar Mannewitz im Jahr 1968, die schmiedeeisernen Leuchter und das Altarkreuz von Achim Kühn. An der östlichen Chorwand ist eine Sakramentsnische. Die Fünte wurde 1968 aus Muschelkalk hergestellt.
Zur weiteren Kirchenausstattung gehören die Grabplatten des Jacobus Volquin (1378), des Hermann von Wampen (1383) und des Petrus Warschow (Fragment, 1402). Zu sehen sind auch Reste der aus der Mitte des 15. Jahrhunderts gefertigten und 1968 freigelegten Wand- und Gewölbeausmalung mit plattdeutschen Minuskelinschriften. Sie zeigen Figuren in zeitgenössischer Tracht und die Trinksprüche „her den nap“, „ghif her drinke“, „sich vor dik dat rade ik“ und „gheit ghut wol(l). ach got wol“. Die Schriften werden durch Drolerien und Rankenwerk begleitet.
Die Orgel wurde 1854 von Johann Friedrich Nerlich aus Stralsund gefertigt. Der Blasebalg wurde dabei in einen barocken Beichtstuhl eingebaut.
Die beiden aus dem Jahr 1921 stammenden, ca. 950 kg schweren Glocken aus Stahl wurden im Jahr 2002 wegen starker Korrosion stillgelegt.
Auf dem Kirchhof sind u. a. Georg Wilhelm Overkamp († 1790) und Thomas Thorild († 1808) begraben. Das Pfarrhaus ist das Geburtshaus von Alwine Wuthenow, deren Großeltern ebenfalls auf dem Kirchhof beerdigt wurden.